# Pierre Costabel
Pierre Costabel (* 24. Oktober 1912 in Draguignan; † 20. November 1989 in La Varenne Saint-Hilaire bei Paris) war ein französischer Wissenschaftshistoriker.

## Leben und Wirken
Costabel, der Sohn eines Mathematiklehrers, studierte an der École normale supérieure mit einem Abschluss der Agrégation 1935 in Mathematik. Danach unterrichtete er in Caen und Cherbourg, begann sich aber schon für Mathematikgeschichte zu interessieren und sollte an der Herausgabe des Briefwechsels von Johann I Bernoulli mit Varignon beteiligt sein, was durch den Krieg verhindert wurde. Im Zweiten Weltkrieg war er Offizier und in einem Lager bei Soest und bei Nürnberg bis 1945 in Kriegsgefangenschaft, in der er eine Hochschulausbildung in Mathematik organisierte. Nach dem Krieg trat er 1949 dem Orden der Oratorianer bei und absolvierte auch ein Theologie-Studium mit dem Lizenziat 1960. 1950 bis 1960 lehrte er Mechanik am Institut catholique in Paris und war 1952 bis 1960 Direktor der École Massillon der Oratorianer. Er war ab 1960 an der École pratique des hautes études, an der er 1963 Direktor wurde. Nach dem Tod von Koyré 1964 wurde er Direktor des Centre de Recherches d’Histoire des Sciences (1966 nach Koyré benannt). 1981 ging er in den Ruhestand.
Als Wissenschaftshistoriker spezialisierte er sich auf den Cartesianismus und die Geschichte der Mechanik und gab 1964 bis 1974 mit Bernard Rochot (1900–1971) die Ausgabe der Werke von René Descartes von Adam und Tannery neu heraus. Er war auch Herausgeber der Werke von Malebranche und der Briefe von Johann I Bernoulli (mit Jeanne Peiffer). Dabei war er nach dem Zweiten Weltkrieg durch den aus den USA zurückgekehrten Alexandre Koyré beeinflusst.
Er war 1965 bis 1983 ständiger Sekretär der Académie Internationale d’Histoire des Sciences, deren korrespondierendes Mitglied er 1961 und deren Vollmitglied er 1963 wurde.

## Schriften (Auswahl)
- Leibniz et la dynamique: les textes de 1692. Hermann 1960.
- L’oratoire de France et ses collèges. In: René Taton (Herausgeber): Enseignement et diffusion des sciences en France. Hermann, Paris 1964.
- Œuvres de Descartes. 11 Bände, Vrin, Paris 1964–1974 – mit Bernard Rochot (Herausgeber).
- Démarches originales de Descartes savant. Vrin, Paris 1982.